# Brijest
Brijest är en ort i Kroatien.   Den ligger i länet Baranja, i den östra delen av landet, 210 km öster om huvudstaden Zagreb. Brijest ligger 88 meter över havet och antalet invånare är 1 254.
Terrängen runt Brijest är mycket platt. Runt Brijest är det ganska glesbefolkat, med 23 invånare per kvadratkilometer. Närmaste större samhälle är Osijek, 3,8 km nordost om Brijest. Trakten runt Brijest består till största delen av jordbruksmark.